# サドヒゴタイ
サドヒゴタイ（佐渡平江帯、学名：Saussurea nakagawae）は、キク科トウヒレン属の二年草。佐渡島特産で、2017年に新種記載された。

## 特徴
根は細いニンジン形から紡錘形で垂直に伸びる。茎は直立し、高さは70-150cmになる。茎は中部以上でよく分枝し、腺点があり、細い翼がある。根出葉と下部の茎葉は花時には枯れて生存しない。茎の中部につく葉は草質で、葉身は卵形から楕円形になり、長さ13-16cm、幅6-9cm、先は鋭突頭、基部はくさび形になり、縁は羽状に中裂から深裂し、4-8対の裂片がある。葉の両面に腺点と褐色の多細胞毛が生える。葉柄は長さ3-6cmになり、基部は茎に流れて幅1mmほどの狭い翼になる。
花期は9月。頭状花序は散房状に多数が密集してつく。花柄は長さ5-30mmになり、直立して、腺点がある。総苞は長さ15-17mm、径6-7mmになる鐘形から筒形で、くも毛があり、基部に5列の狭卵形の苞葉がある。総苞片は11-12列あり、狭卵形で、すべての総苞片の先端に淡紅紫色で円形の付属体があって、総苞外片は長卵形で、長さは6-7mmになる。頭花は筒状花のみからなり、花冠の長さは13mm、色は淡紅紫色で腺点がある。 果実は長さ3.5mmになる痩果で、紫褐色になる。冠毛は2輪生で、落ちやすい外輪は長さ4-6mm、花後にも残る内輪は長さ9-10mmになる。

## 分布と生育環境
日本固有種。佐渡島の特産で、海岸に近い草原に生育する。

## 新種記載
2017年に門田裕一（国立科学博物館）によって、『植物研究雑誌』Vol.92、「アジア産トウヒレン属 (キク科) の分類学的研究 VIII. 本州産の3新種」において、トウミトウヒレン-Saussurea mihoko-kawakamiana、ヤマガタトウヒレン-S. yamagataensis とともに新種として命名記載された。
本種は、日本と東アジアに広く分布するヒメヒゴタイ-S. pulchella に似るが、同種に比べて総苞が細長く、苞葉が多く、総苞片が11-12列あり、総苞外片の形状が長卵形であることで異なる。

## 名前の由来
和名サドヒゴタイは、「佐渡平江帯」の意。
種小名（種形容語）nakagawae は、本種の発見者である佐渡市在住の植物研究家の中川清太郎への献名である。中川は、四半世紀前からこの新種のタイプ標本が採集された場所において、新しい種の存在に気づいていたという。

## ギャラリー

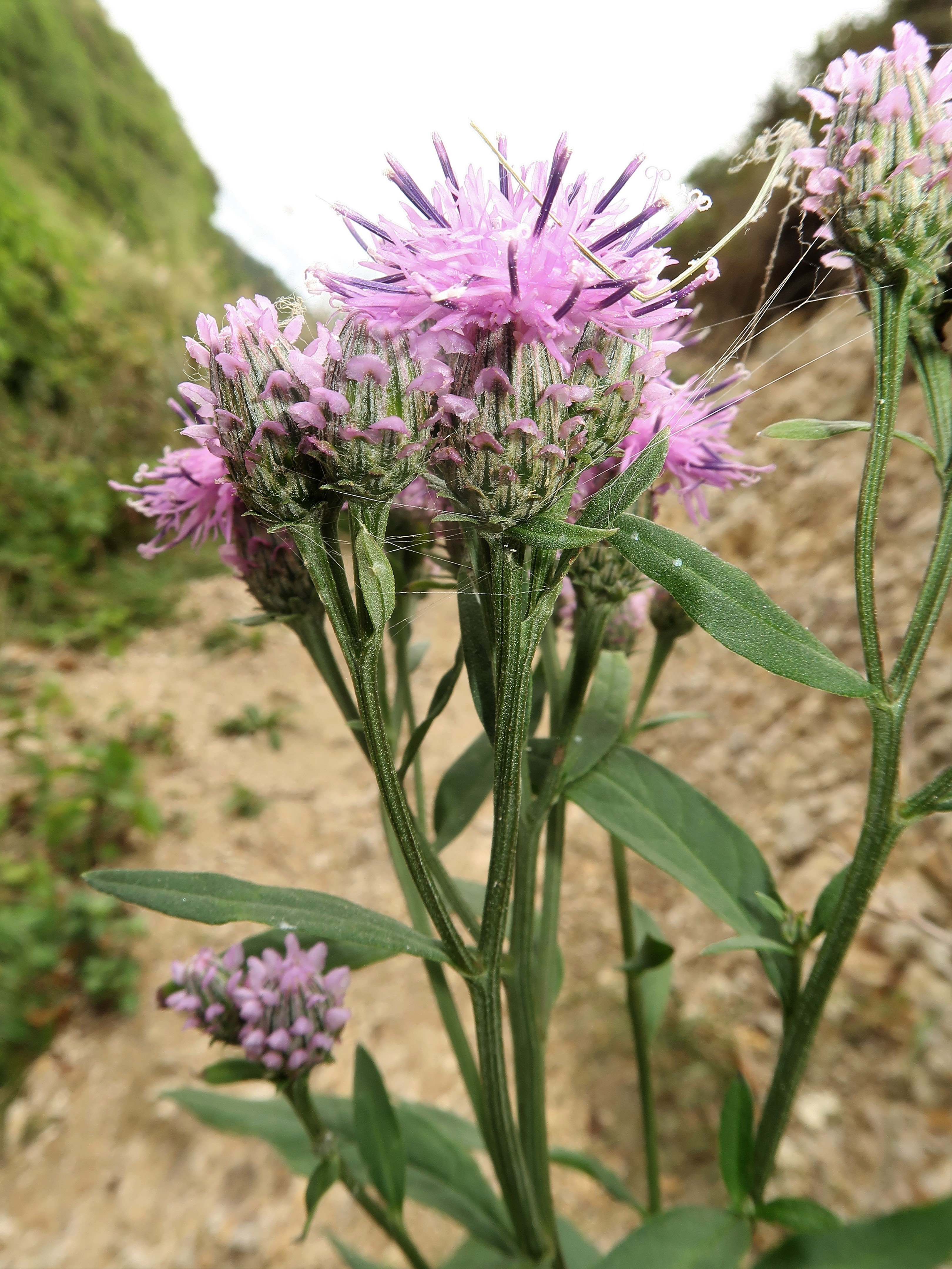
頭花は長さ5-30mmの柄で散房状に密につく。総苞片の先端に付属体がつく。
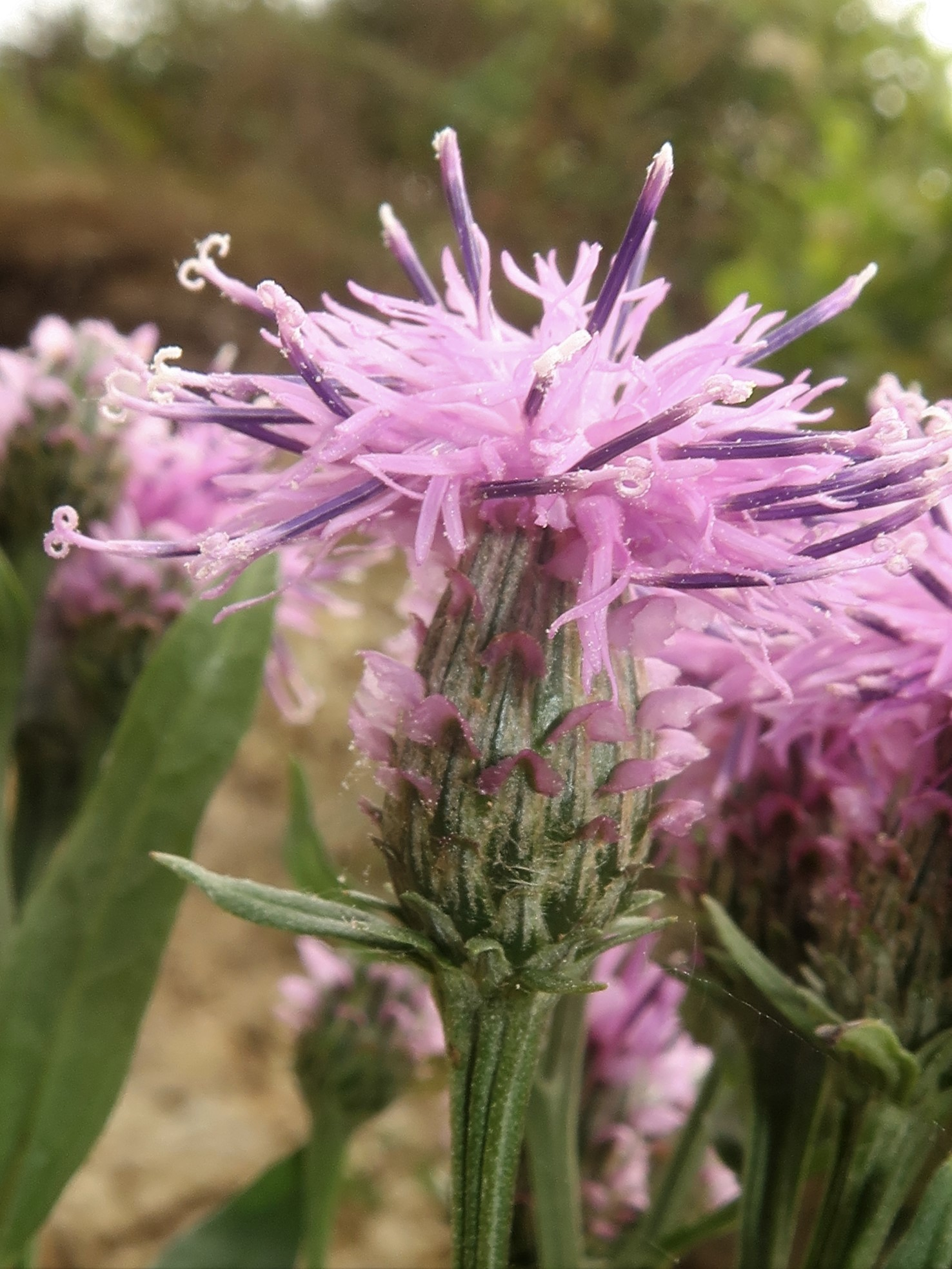
総苞はやや細長い鐘形から筒形で、基部に苞葉が5列あり、総苞片は11-12列ある。
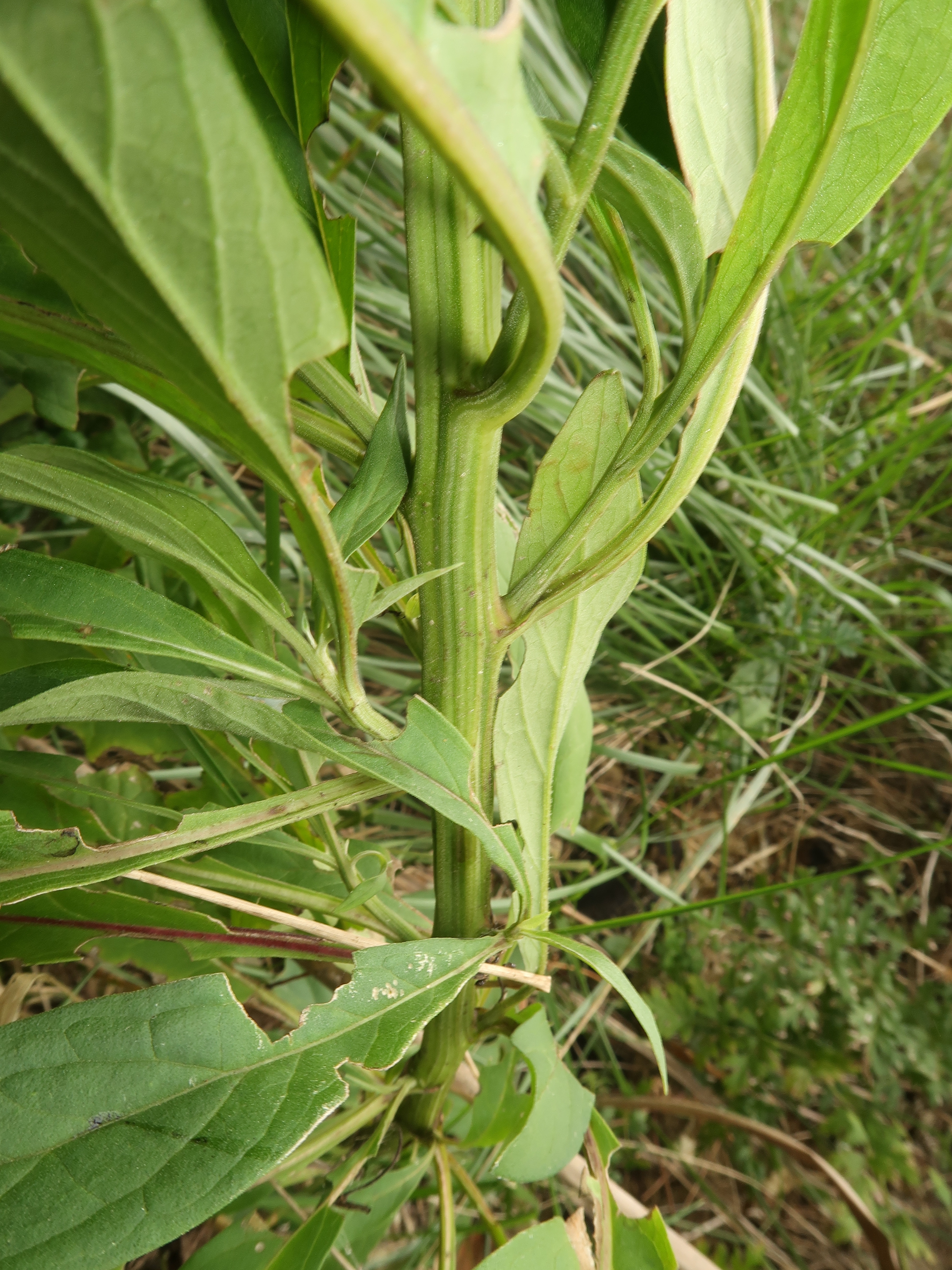
葉柄の基部は茎に流れて狭い翼になる。
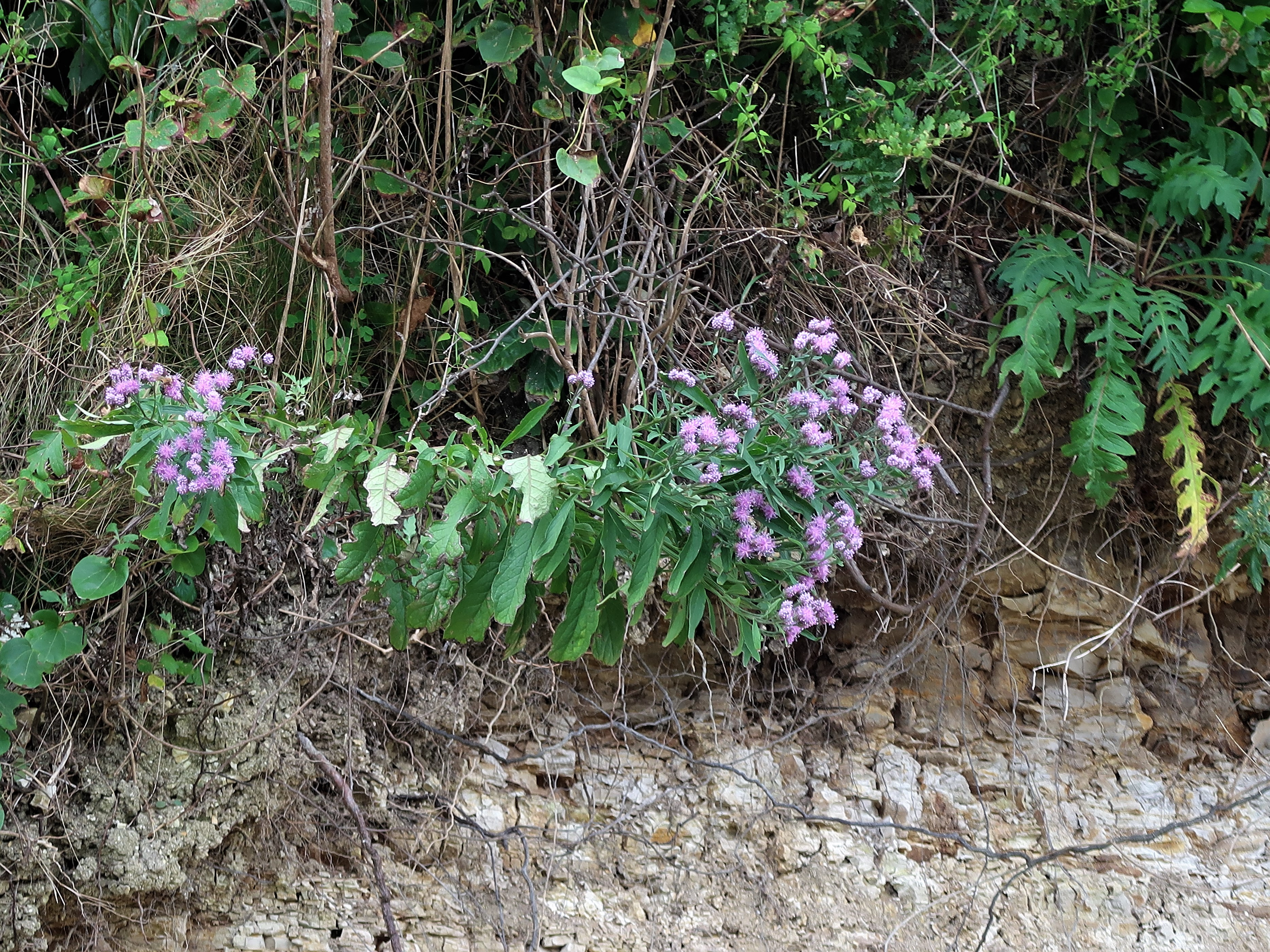
右に、今年は花茎が立たない個体の根出葉が見える。

## 類似の種
日本におけるトウヒレン属のうち、ヒメヒゴタイ節 Sect. Theodorea に属する種を次に示す。
- ヒメヒゴタイ Saussurea pulchella (Fisch. ex Hornem.) Fisch. - 北海道・本州・四国・九州、朝鮮半島、中国大陸（東北部・中部）、モンゴル、サハリン、ロシア沿海地方に分布し、低山から山地、または海岸の草原に生育する。草丈30-150cm。総苞は鐘形から筒形で径10-11mm、総苞基部に1列の苞葉がある。総苞片は8-9列、先端の付属体は中片と内片は円形、外片は小さい楕円形。絶滅危惧II類 (VU)（2017年、環境省レッドリスト）[2]。
- ヒナヒゴタイ Saussurea japonica (Thunb.) DC. - 九州、朝鮮半島、中国大陸、台湾、モンゴルに分布し、低山や海岸の草原に生育する。草丈50-200cm。総苞は筒形から狭筒形で径5-8mm、総苞基部に1列の苞葉がある。総苞片は8-9列、先端の付属体は中片と内片は円形、外片は小さい楕円形。絶滅危惧IB類 (EN)（2017年、環境省レッドリスト）[2]。